# Longuevillette
Longuevillette település Franciaországban, Somme megyében. Lakosainak száma 70 fő (2022. január 1.). Longuevillette Hem-Hardinval, Candas, Fienvillers és Gézaincourt községekkel határos.

## Népesség
A település népességének változása:
| Lakosok száma | 74   | 75   | 77   | 77   | 76   | 75   | 75   | 72   | 70   |
|               | 2013 | 2015 | 2016 | 2017 | 2018 | 2019 | 2020 | 2021 | 2022 |